# Свободное государство Мекленбург-Шверин
Свободное государство Мекленбург-Шверин (нем. Freistaat Mecklenburg-Schwerin) — одна из земель Германии в 1918—1933 годах.

## История
6 ноября 1918 года начали возникать рабочие и солдатские советы, в частности Рабочий комитеты объединённых крестьянских советов Ростока, Доберана и Рибница (Arbeiterausschuss der vereinigten Bauernräte Rostock, Doberan und Ribnitz). 14 ноября 1918 года великий герцог Мекленбург-Шверина Фридрих Франц IV отрёкся от престола, рабочий комитет крестьянских советов образовал новый состав Государственного министерства. Избранный 26 января 1919 года Конституционный Земский Сейм (verfassunggebende Landtag), принял 17 мая 1920 года конституцию заменил дуалистическую монархию парламентской республикой. Сохранялась многопартийная система — самой влиятельной партией в Мекленбург-Шверин являлась НННП, второй по влиятельности СДПГ. В 1933 году была введена однопартийная система. 1 января 1934 года Мекленбург-Штрелиц и Мекленбург-Шверин были соединены в землю Мекленбург.

## Административное деление
Территория Свободного государства Мекленбург-Шверин делилась на: 
- амты:
  - Бойценбург
  - Бютцов
  - Даргун
  - Доберан
  - Грабов
  - Гревесмюлен
  - Гюстров
  - Хагенов
  - Любц
  - Людвигслуст
  - Малхин
  - Нойштадт
  - Пархим
  - Рёбель
  - Росток
  - Шверин
  - Штавенхаген
  - Варин
  - Варен
  - Висмар
- самостоятельные городские округа (Selbständiger Stadtbezirk):
  - Шверин
  - Росток
  - Гюстров
  - Висмар

В 1925 году амты были укрупнены:
- Гюстров
- Хагенов
- Людвигслуст
- Малхин
- Пархим
- Росток
- Шверин
- Варен
- Висмар

## Государственное устройство
Представительный орган — земский сейм (Landtag), избирался населением по пропорциональной системе сроком на 4 года, исполнительный орган — министерство штата (Staatsministerium), назначается земским сеймом и несёт перед ним ответственность. Орган конституционного надзора — Государственный суд (Staatsgerichtshof).

## Правовая система
Высшая судебная инстанция — Верхний земельный суд Ростока (Oberlandesgericht Rostock), суды первой инстанции — Земский суд Шверина (Landgericht Schwerin), Земский суд Ростока (Landgericht Rostock) и Земский суд Гюстрова (Landgericht Güstrow).